# Kurtya
 Kurtya (románul:  Curtea) falu Romániában, a Bánságban, Temes megyében.

## Fekvése
Lugostól 45 kilométerre északkeletre, a Bega egyik ága mellett, a Ruszka-havas északnyugati lábánál fekszik. A község területének 41%-a erdő, 27%-a legelő és 19%-a szántóföld.

## Nevének változásai
Neve az 'udvar' jelentésű román szó végartikulusos alakjából való. Írott névalakjai: Wdwarchel (1506 és 1529 között), Qurča (1554), Kurthe (1597), Kortya (1700 után), Kurta (1717), Kürtya (1863).

## Története
A 16. század elején a solymosi váruradalom részeként Brandenburgi György birtoka volt. Báthory Zsigmond 1597-ben Török Istvánnak adományozta. A 17. század elején már Bethlen Istváné volt.
A 18. század végén vonták össze az addigi szórt települést, valószínűleg a 16. században Kranijcesth néven említett falu helyére. A 16. század első felében, 1779-től 1785-ig, 1790-től 1849-ig és 1860-tól 1879-ig Krassó vármegyéhez, 1717-ben ötven házzal a facseti kerülethez, 1880-tól 1926-ig Krassó-Szörény vármegyéhez, majd Szörény megyéhez tartozott. Határa keleti felét kincstári erdőbirtok alkotta. 1896-ban harminc családfője foglalkozott talicskakészítéssel. A határában lévő bukoveci dombokat (ún. Dealul Mare) az 1921-es földreform kiosztotta a lakosok között, akik az addigi legelőket feltörték és gabonával vetették be.

## Népessége
- 1900-ban 1306 lakosából  1262 volt román, 24 magyar és 20 német anyanyelvű; 1262 ortodox, 24 római katolikus, 17 zsidó és 3 református vallású.
- 2002-ben a 699 lakosából 693 volt román és 3 magyar nemzetiségű; 619 ortodox, 62 pünkösdista, 12 baptista, 3 római katolikus és 3 református vallású.

## Látnivalók
- Az ortodox fatemplom cirill betűs alapító felirata szerint 1794-ben épült. Belsejét 1804 és 1806 között festették ki.

## Külső hivatkozások
- Leírás a fatemplomról (románul)